# 瘤菌根菌属
瘤菌根菌属（学名：Epulorhiza）为真菌界担子菌门傘菌綱鸡油菌目胶膜菌科的一个属。瘤菌根菌属真菌与一些植物（如铁皮石斛和兰花）共生。例如一些兰花（如兜兰属）是真菌异养的植物，在自然条件下，只有合适的共生真菌侵染种子，为其提供碳素和无机营养，粉尘状的兰花种子才能成功萌发。而且，兰花幼苗的发育，成年兰花的生长和繁殖都需要菌根真菌的共生。

## 物种
本属包括以下物种：
- Epulorhiza albertensis Currah & Zelmer
- Epulorhiza calendulina Zelmer & Currah[3]
- Epulorhiza epiphytica O.L. Pereira, Rollemb. & Kasuya[4]
- Epulorhiza inquilina Currah, Zettler & McInnis